# Oxydia sericaria
Oxydia sericaria är en fjärilsart som beskrevs av Butler 1886. Oxydia sericaria ingår i släktet Oxydia och familjen mätare. Inga underarter finns listade i Catalogue of Life.